# 古河乡 (乐亭县)
古河乡，是中华人民共和国河北省唐山市乐亭县下辖的一个乡镇级行政单位。

## 行政区划
古河乡下辖以下地区：
古河村、大捞渔庄村、小捞渔庄村、刘庄子村、葛庄子村、李各庄村、张李铺村、尹郑刘村、溪家坨村、刘家林村、西坨村、石桥头村、齐庄子村、前小营村、后小营村、赵庄子村、前吴家兰坨村、后吴家兰坨村、西阁楼坨村、郑家桥村、东新庄村、西新庄村、崔庄子村、东阁楼坨村和丰台桥村。